# I Love You Maryanna/Jaqueline
I Love You Maryanna/Jaqueline, pubblicato nel 1973 dalla It, è il singolo di debutto del cantautore italiano Rino Gaetano, con lo pseudonimo Kammamuri's. Il lato A è dedicato al personaggio salgariano della Perla di Labuan.

## Tracce
Lato A
1. I Love You Maryanna (Rino Gaetano; edizioni musicali RCA, IT)

Lato B
1. Jaqueline (Rino Gaetano; edizioni musicali RCA, IT)